# البحارية
البحارية قرية تتبع ناحية النشابية في منطقة دوما في محافظة ريف دمشق. بلغ عدد سكان الناحية 2568 نسمة حسب تعداد عام 2004.